# Čestmír Kráčmar (biskup)
Čestmír Kráčmar (31. října 1894, Podmokly u Děčína – 27. prosince 1971, Praha) byl český pravoslavný duchovní, pozdější biskup olomoucko-brněnské eparchie.

## Život
Čestmír Kráčmar se narodil v Podmoklech u Děčína v severních Čechách, kam jeho rodiče přišli z Moravy. Měl ještě staršího bratra Břetislava. Studoval na Československé obchodní akademii v Praze, později na Vysoké škole obchodní a Právnické fakultě Univerzity Karlovy, tato studia však nedokončil kvůli vypuknutí první světové války, do které narukoval jako jednoroční dobrovolník. Po skončení války se v Praze oženil s Růženou, rozenou Čekanskou. Sympatizoval s českými katolickými reformisty, což jej po roce 1920 vedlo k přestupu do Československé církve. Tehdy také začal studovat teologii na Evangelické teologické fakultě.
Kolem třicátého roku věku přestoupil do nově vzniklé československé pravoslavné církve a po domluvě s biskupem Gorazdem (Pavlíkem) byl v roce 1927 ve dvou dnech postupně vysvěcen na pravoslavného jáhna a následně kněze. Záhy začal duchovensky působit ve východočeské pravoslavné diaspoře v Jaroměři a Josefově. Podílel se také na překladu Liturgie sv. Jana Zlatoústého a sv. Basila Velikého do českého jazyka. Byl také členem eparchiální rady a dalších církevních grémií, to vše souběžně s civilním zaměstnáním. V roce 1934 se do jeho manželství narodil syn Čestmír, pozdější historik, spisovatel a hudební pedagog.
Dne 18. června 1942 byl zatčen gestapem a krátce byl vyšetřován. Zakrátko byl sice propuštěn, ale až do roku 1945 byl mimo oficiální církevní službu, neboť pravoslavná církev byla po smrti Reinharda Heydricha rozpuštěna a její členové perzekvováni. Po porážce nacismu byl Čestmír Kráčmar jmenován spolu s Aloisem Václavem Červínem duchovním správcem pravoslavné církevní obce v Praze při katedrálním chrámu sv. Cyrila a Metoděje. Předsedal rovněž eparchiální radě a podílel se na vyjednávání se státními úřady.
Dne 4. července 1948 vysvětil v Kroměříži nově vybudovaný Pravoslavný chrám svatého Cyrila a Metoděje.
Na přelomu let 1949-1950 se stal kandidátem biskupského úřadu v olomoucko-brněnské pravoslavné eparchii. V souvislosti s tím dne 1. února 1950 přijal mnišství a jeho manželka se rovněž stala mniškou. O několik dní později byl vysvěcen na biskupa. Olomoucko-brněnskou eparchii spravoval však pouhé tři roky, poté podal rezignaci ze zdravotních důvodů. Dožil v Praze jako soukromá osoba mimo aktivní duchovenskou službu.